# 후후이투코투코
후후이투코투코(Ctenomys juris)는 투코투코과에 속하는 설치류의 일종이다. 아르헨티나 북부 후후이주의 해발 500m 지역 한 곳에서만 알려져 있다.